# Série 21 a 32 da CP
A Série 21 a 32 foi uma classe de locomotivas a vapor, utilizada pela Companhia dos Caminhos de Ferro Portugueses.

## Descrição e história
Esta série era originalmente composta por doze locomotivas a vapor, com os rodados na disposição 0-3-0.
Foi encomendada pela divisão do Minho e Douro da operadora Caminhos de Ferro do Estado à casa britânica Beyer, Peacock and Company (en), tendo a número 23 sido entregue em 1875, enquanto que a n.º 32 chegou em 1887. Em 1927, o governo integrou os Caminhos de Ferro do Estado na Companhia dos Caminhos de Ferro Portugueses.
Segundo uma notícia publicada em 1966 no jornal Diário do Norte e reeditada pela Gazeta dos Caminhos de Ferro, só restavam quatro exemplares, incluindo a 32, que então ainda era utilizada com regularidade, estando então prevista para breve a sua retirada ao serviço. Esta locomotiva era alvo de um especial apreço por parte do pessoal ferroviário, tendo um maquinista comentado que «quando a retirarem da circulação os meus olhos vão chorar, pela certa. Ela representa, para nós, um animal de estimação, que é sempre doloroso perder. Na hora da despedida, em vez de carvão, bem merecia que lhe pusessem, na caldeira, uns bons litros de champanhe». Em 1993, a n.º 23 era uma das locomotivas a vapor da operadora Caminhos de Ferro Portugueses que estavam em condições de serem utilizadas em marchas.

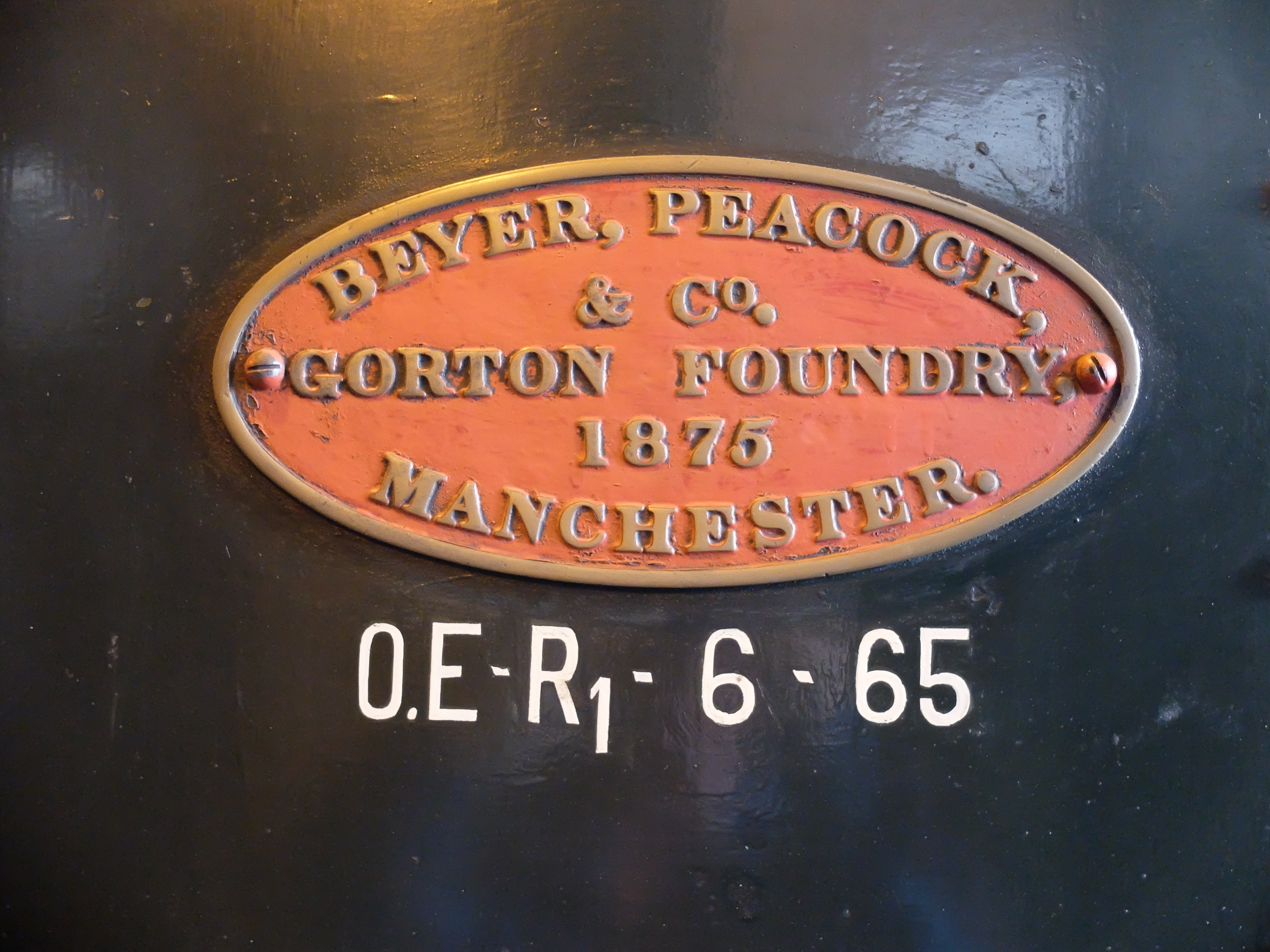
Placa de fabricante da locomotiva 23.